# Виейра, Жуан (легкоатлет)
Жуан Паулу Гарсия Виейра (порт. João Paulo Garcia Vieira; род. 20 февраля 1976, Портиман) — португальский легкоатлет, специалист по спортивной ходьбе. Выступает за сборную Португалии по лёгкой атлетике с 1994 года, серебряный и бронзовый призёр чемпионатов мира, обладатель серебряной и бронзовой медалей чемпионатов Европы, многократный победитель первенств национального значения, действующий рекордсмен Португалии в нескольких дисциплинах, участник пяти летних Олимпийских игр.

## Биография
Жуан Виейра родился 20 февраля 1976 года в городе Портиман, Португалия.
Впервые заявил о себе на международном уровне в сезоне 1994 года, когда вошёл в состав португальской сборной и выступил на домашнем юниорском мировом первенстве в Лиссабоне, где в зачёте ходьбы на 10 000 метров занял 11-е место.
В 1997 году в дисциплине 20 км показал 28-й результат на Кубке мира по спортивной ходьбе в Подебрадах, тогда как на молодёжном европейском первенстве в Турку сошёл с дистанции.
На чемпионате Европы 1998 года в Будапеште в ходьбе на 20 км закрыл двадцатку сильнейших.
В 1999 году в той же дисциплине занял 21-е место на Кубке мира в Мезидон-Канон, в то время как на чемпионате мира в Севилье был дисквалифицирован за нарушение техники ходьбы.
В 2000 году на иберо-американском чемпионате в Рио-де-Жанейро выиграл серебряную медаль в ходьбе на 20 000 метров. Был заявлен на Олимпийские игры в Сиднее, однако в итоге на старт здесь не вышел.
В 2001 году показал 15-й результат на Кубке Европы в Дудинце, получил дисквалификацию на чемпионате мира в Эдмонтоне.
В 2002 году стал 11-м на Кубке мира в Турине и 12-м на чемпионате Европы в Мюнхене.
На чемпионате мира 2003 года в Париже показал на финише 20-километровой дистанции 17-й результат.
В 2004 году занял 17-е место на Кубке мира в Наумбурге. Благодаря череде успешных выступлений удостоился права защищать честь страны на летних Олимпийских играх в Афинах — в программе ходьбы на 20 км с результатом 1:22:19 стал десятым.
На чемпионате мира 2005 года в Хельсинки сошёл с дистанции.
В 2006 году финишировал восьмым на Кубке мира в Ла-Корунье, с ныне действующим национальным рекордом Португалии 1:20:09 завоевал бронзовую награду на чемпионате Европы в Гётеборге.
На чемпионате мира 2007 года в Осаке показал 25-й результат в ходьбе на 20 км.
В 2008 году занял 15-е место на Кубке мира в Чебоксарах. Принимал участие в Олимпийских играх в Пекине — в дисциплине 20 км показал время 1:25:05, расположившись в итоговом протоколе соревнований на 32-й строке.
В 2009 году на Кубке Европы в Меце сошёл, тогда как на чемпионате мира в Берлине закрыл десятку сильнейших.
На чемпионате Европы 2010 года в Барселоне изначально стал бронзовым призёром, но после допинговой дисквалификации россиянина Станислава Емельянова переместился на вторую серебряную позицию.
В 2011 году сошёл на Кубке Европы в Ольяне, занял 15-е место на чемпионате мира в Тэгу.
В 2012 году показал 19-й результат на Кубке мира в Саранске. На Олимпийских играх в Лондоне показал 11-е время в дисциплине 20 км и сошёл в дисциплине 50 км. Также в этом сезоне на соревнованиях в испанской Понтеведре установил ныне действующий рекорд Португалии в ходьбе на 50 км — 3:45:17.
В 2013 году стал седьмым на Кубке Европы в Дудинце. На чемпионате мира в Москве финишировал четвёртым, однако позже в связи с допинговой дисквалификацией россиянина Александра Иванова удостоился бронзовой награды.
На Кубке мира 2014 года в Тайцане сошёл с дистанции в 20 км. Не смог закончить дистанцию и на чемпионате Европы в Цюрихе.
В 2015 году сошёл на Кубке Европы в Мурсии, занял 36-е место на чемпионате мира в Пекине.
В 2016 году стал тридцатым в личном зачёте на командном чемпионате мира по спортивной ходьбе в Риме. На Олимпийских играх в Рио-де-Жанейро показал 31-й результат на дистанции 20 км и сошёл на дистанции 50 км.
В 2017 году занял 14-е место на Кубке Европы в Подебрадах и 11-е место на чемпионате мира в Лондоне.
На чемпионате Европы 2018 года в Берлине сошёл с дистанции в 50 км.
В 2019 году в ходьбе на 50 км выиграл бронзовую медаль на Кубке Европы в Алитусе и серебряную медаль на чемпионате мира в Дохе — уступил на финише только японцу Юсукэ Судзуки.
В 2021 году на Олимпийских играх в Токио в ходьбе на 50 км с результатом 3:51:28 финишировал пятым.
В 2022 году отметился выступлением на чемпионате Европы в Мюнхене и на чемпионате мира в Орегоне.
В 2023 году среди прочего занял 33-е место в ходьбе на 20 км на чемпионате мира в Будапеште.
Его брат-близнец Сержиу Виейра — тоже профессиональный ходок, участник двух Олимпийских игр.